# روس ثاتشر
روس ثاتشر هو رائد أعمال وسياسي كندي، ولد في 24 مايو 1917 في نيفيل في كندا، وتوفي في 22 يوليو 1971 في ريجاينا في كندا. نشط حزبياً في Saskatchewan Progress Party ‏ ومستقل.

## مناصب
- انتخب عضو مجلس العموم الكندي عن دائرة Moose Jaw—Lake Centre [الإنجليزية]‏ (10 أغسطس 1953 – 10 يونيو 1957).
- انتخب عضو المجلس التشريعي في ساسكاتشوان ‏ (8 يونيو 1960 – 22 يوليو 1971).
- انتخب عضو مجلس العموم الكندي عن دائرة Moose Jaw (federal electoral district) [الإنجليزية]‏ (11 يونيو 1945 – 10 أغسطس 1953).
- انتخب Premier of Saskatchewan [الإنجليزية]‏ (22 مايو 1964 – 30 يونيو 1971).